# Дидятичи
Дидятичи (укр. Дидятичі) — село в Судововишнянской городской общине Яворовского района Львовской области Украины.
Население по переписи 2001 года составляло 347 человек. Занимает площадь 1,426 км². Почтовый индекс — 81380. Телефонный код — 3234.